# Sundin
Sundin, även skrivet Sundien, är ett svenskt efternamn. Sundin har varit ett soldatnamn i Sverige. Den 31 december 2014 fanns 5 522 Sundin och 10 Sundien bosatta i Sverige vilket tillsammans  utgjorde 5 532 personer.

## Kända personer med efternamnet Sundin eller Sundien
- Albin Sundin (född 2004), ishockeyspelare
- Andreas Sundin (född 1984), ishockeyspelare
- Anna Sundin  (1858–1956), målare
- Arvid Sundin (1914–1999), pianist och kompositör
- Britta Sundin (född 1934), politiker, socialdemokrat
- Cassandra Sundin (född 1991), politiker, socialdemokrat
- Christian Sundin (1796–1857), lagman och bruksidkare
- Christian Anders Sundin (1816–1886), sjömilitär och politiker
- Claes Sundin (1945–2014), militär
- Claës Sundin (1863–1947), militär
- David Sundin (född 1976), reklamman, komiker och skribent
- Elisabeth Sundin, professor i företagsekonomi
- Emanuel Sundin (1892–1968), frälsningsofficer
- Emma Sundin (1838–1920), målare och privatlärare
- Elof Sundin (född 1943), en fiktiv Uppsalastudent
- Eric Sundin (1900–1975), företagsgrundare och uppfinnare
- Erik Sundin (bandyspelare) (född 1980)
- Erik Sundin (fotbollsspelare) (född 1979)
- Erik Sundin (tidningsman) (1867–1946)
- Erik Sundin i Hallen (1846–1928), handlare och politiker, liberal
- Evert Sundien (född 1944), läkare och liberalkatolsk biskop
- Fredrik Sundin (född 1981), ishockeyspelare
- Gustav Sundin (1888–1964), folkskollärare, målare och grafiker
- Göran Sundin (1795–1857), målarmästare, målare och bildhuggare
- Gösta Sundin (1914–1992), väg- och vattenbyggnadsingenjör
- Herman Sundin (1894–1989), överste i flygvapnet
- Hjalmar Sundin (1861–1919), företagsledare
- Håkan Sundin (1942–1996), bandyspelare
- Jöns Sundin (1821–1873), folkskollärare, kantor och kyrkomålare
- Kajsa Sundin (född 1977), poet och skribent
- Lars Sundin (friidrottare) (född 1961), kulstötare och diskuskastare
- Lars Sundin (politiker) (1933–2024), lärare och politiker, folkpartist
- Lars Sundin (radioman) (född 1939), programpresentatör
- Leif Sundin (född 1971), musiker och låtskrivare
- Maria Sundin (född 1965), fysiker
- Mathias Sundin (född 1978), politiker, folkpartist
- Mathias Sundin (friidrottare), 400-meterslöpare på 00-talet från Malmö AI
- Mats Sundin (född 1971), ishockeyspelare
- Niklas Sundin (född 1974), gitarrist
- Nils Sundin (1828–1898), bruksägare och politiker
- Olof Sundin (1886–1928), arkeolog och anstaltsdirektör
- Olof Sundin (litograf) (1888–?)
- Paulina Sundin (född 1970), tonsättare
- Pehr Sundin (1760–1827), konstnär
- Per Sundin (född 1963), direktör i musikbranschen
- Ragnar Sundin (1905–1975), präst och skulptör
- Ronnie Sundin (född 1970), ishockeyspelare
- Stig Sundin (1922–1990), målare och tecknare
- Sven Sundin (1915–1982), lantbrukare och politiker, centerpartist
- Sven Z. Sundin (1914–2006), rektor, författare och kommunalpolitiker
- Ulla Sundin-Wickman (1926–2007), bokillustratör
- Örjan Sundin (född 1952), psykolog och stressforskare